# Valsølille Sogn
Valsølille Sogn er et sogn i Ringsted-Sorø Provsti (Roskilde Stift).
I 1800-tallet var Valsølille Sogn anneks til Jystrup Sogn. Begge sogne hørte til Ringsted Herred i Sorø Amt. Jystrup-Valsølille sognekommune blev ved kommunalreformen i 1970 indlemmet i Ringsted Kommune.
I Valsølille Sogn ligger Valsølille Kirke.
I sognet findes følgende autoriserede stednavne:
- Avnstrup (bebyggelse)
- Bendtskov Huse (bebyggelse)
- Gyldenløves Høj (areal)
- Hoppeold (bebyggelse)
- Høed (bebyggelse, ejerlav)
- Højbjerg Skove (areal)
- Kalveskov Huse (bebyggelse)
- Keldeskov (bebyggelse)
- Klaringen (bebyggelse)
- Klejnsmedhuse (bebyggelse)
- Krogen (bebyggelse)
- Næbs Mølle (bebyggelse)
- Oldgård (bebyggelse)
- Ovsbjerg (bebyggelse)
- Skjoldenæsholm (ejerlav, landbrugsejendom)
- Svalmstrup (bebyggelse, ejerlav)
- Valsølille (bebyggelse, ejerlav)
- Vesterskov (areal)
- Vievadshus (bebyggelse)
- Vittenbjerg Vænge (bebyggelse)